# Cheera
Cheera (ett punjabiskt uttryck för "slita isär") är en tortyrmetod, genom vilken man drar i ben, armar eller övriga leder, åt olika håll, till dess musklerna slits sönder, eller åtminstone benen går ur led. Metoden är utvecklad av den indiska polisen i Punjab och förekommer framför allt där.